# Logica dell'impero
Logica dell'impero (Logic of Empire) è un romanzo breve di fantascienza del 1941 dello scrittore statunitense Robert A. Heinlein.
Fa parte del ciclo della Storia futura.

## Storia editoriale
Scritto nel settembre 1940, fu pubblicato per la prima volta sul numero del marzo 1941 della rivista Astounding Science-Fiction; in seguito è stato incluso nelle raccolte di opere di Heinlein Le verdi colline della Terra (The Green Hills of Earth) del 1951 e La storia futura (The Past Through Tomorrow) del 1967.
Ne esistono diverse traduzioni in italiano: quella di Ugo Malaguti è stata pubblicata nel 1970 dalla Libra Editrice nel n. 11 della rivista-collana Nova SF*, quella di Paolo Busnelli è stata pubblicata dalla Armenia Editore nella raccolta Le verdi colline della Terra. 10 racconti nel 1978 e poi di nuovo nel 1980.
La traduzione di Giuseppe Lippi, pubblicata dalla Mondadori nel 1988 e nel 1999 nell'antologia La storia futura, è basata sui testi sistemati da Heinlein, che ha apportato molte lievi modifiche alle opere del ciclo della Storia futura per aggiornarle e migliorarne la coerenza interna, in occasione dell'uscita della raccolta in volume The Past Through Tomorrow.

## Ambientazione
In tutta la storia, Heinlein assume il ruolo del narratore obiettivo nel descrivere quella venusiana come una società coloniale con un'economia capitalistica in espansione, che è costretta a far ricorso ai capitali della patria d'origine e al lavoro degli schiavi a causa di un inadeguato sistema finanziario. 
Lo schiavismo è una conseguenza della stupidità, piuttosto che della malvagità di governanti e finanzieri.
Non ci sono veri cattivi: ognuno sta solo facendo il proprio lavoro, cercando di massimizzare il reddito in un sistema capitalista.
Anche il proprietario della piantagione che possiede il protagonista è ritratto come un piccolo imprenditore che lotta per non fallire, la cui preoccupazione principale è garantire un futuro alla figlia.

## Trama
Due terrestri benestanti stanno discutendo circa l'esistenza dello schiavismo su Venere e uno di loro si ritrova su una nave diretta proprio lì, lui crede di essere stato imbarcato a forza ma in seguito scoprirà di aver scommesso con il suo amico sull'argomento, di essersi ubriacati e di aver firmato un contratto di servitù debitoria.
Al suo arrivo, il suo contratto viene venduto a un agricoltore.
La scoperta che ci vorranno anni di lavoro per ripagare il suo debito non è la cosa peggiore, presto deve constatare che non riesce a dormire la notte senza rhira, un costoso narcotico locale il cui acquisto aumenta il suo debito ogni giorno.
Dopo molte avventure, tornato libero grazie all'intervento del facoltoso amico, decide di denunciare l'inumana condizione degli schiavi pubblicando un libro che ha scritto durante la sua permanenza su Venere, ma i suoi sforzi sono vani.

## Collegamenti con altre opere dell'autore
Nel racconto vi sono due riferimenti casuali all'ascesa del predicatore fanatico Nehemiah Scudder, che in seguito sarà eletto presidente e instaurerà una dittatura teocratica che governerà gli Stati Uniti per diverse generazioni.
Heinlein aveva intenzione di scrivere una storia incentrata sulla sua ascesa, intitolata The Sound of His Wings, che nella cronologia avrebbe seguito direttamente Logica dell'impero, ma non lo fece mai, lasciando una grande lacuna nella Storia futura, che riprende con il rovesciamento della teocrazia in Rivolta 2100.

### Edizioni
- Robert A. Heinlein, Logica dell'impero, in La storia futura (antologia), collana Urania Classici, traduzione di Giuseppe Lippi, vol. 3, n. 264, Mondadori, marzo 1999,  pp. 85-141, ISSN 1120-4966 (WC · ACNP).

### Fonti critiche
- (EN) James Daniel Gifford, The New Heinlein Opus List, in Robert A. Heinlein: A Reader's Companion (PDF), Nitrosyncretic Press, 2000, ISBN 978-0-9679874-1-5. URL consultato il 25 settembre 2015.

- Giuseppe Lippi, Nota, in La storia futura (antologia), collana Urania Classici, vol. 1, n. 241, Mondadori, aprile 1997,  p. 14, ISSN 1120-4966 (WC · ACNP).
«Le traduzioni sono state rifatte appositamente, con l'eccezione di L'uomo che vendette la luna e Requiem che erano già apparsi a cura di Lia Volpatti e Paola Francioli.»